# Campionati mondiali completi di pattinaggio di velocità 2020
I Campionati mondiali completi di pattinaggio di velocità 2020 sono stati la 113ª edizione della manifestazione. Si sono svolti al Vikingskipet di Hamar, in Norvegia, dal 29 febbraio al 1º marzo 2020.

## Medagliere
| Pos.   | Nazione     | Oro | Argento | Bronzo | Totale |
| ------ | ----------- | --- | ------- | ------ | ------ |
| 1      | Paesi Bassi | 2   | 0       | 1      | 3      |
| 2      | Canada      | 0   | 1       | 0      | 1      |
| 2      | Norvegia    | 0   | 1       | 0      | 1      |
| 4      | Giappone    | 0   | 0       | 1      | 1      |
| Totale | Totale      | 2   | 2       | 2      | 6      |

## Podi
| Eventi             | Oro           | Prestazione | Argento               | Prestazione | Bronzo             | Prestazione |
| Maschile dettagli  | Patrick Roest | 147.880     | Sverre Lunde Pedersen | 149.277     | Seitarō Ichinohe   | 149.310     |
| Femminile dettagli | Ireen Wüst    | 159.524     | Ivanie Blondin        | 160.462     | Antoinette de Jong | 160.631     |